# Берлін-Зюдкройц
52°28′32″ пн. ш. 13°21′52″ сх. д. / 52.4756° пн. ш. 13.3644° сх. д.
Станція Берлін-Зюдкройц (нім. Bahnhof Berlin Südkreuz) — залізнична станція у Берліні, Німеччина. 
Станція була відкрита в 1898 році. 
Пересадочна станція на Кільцевій залізниці Berlin S-Bahn розташована на верхньому рівні, сполучення E-W, тоді як потяги залізниць Берлін — Галле і Берлін — Дрезден, сполучення S-N, зупиняються на нижньому рівні. 
З кінця 1990-х до 2006 року станцію було значно реконструйовано, і 28 травня 2006 року вона була перейменована на Берлін-Зюдкройц.
Класифікується Deutsche Bahn як станція I категорії.

## Історія
Початкова назва станції (Берлін-Папештрасе) походить від сусідньої Генераль-Папе-Штрасе, що названа на честь прусського генерала Олександра Августа Вільгельма фон Папе. 
Платформа Рінгбана була відкрита як острівна платформа 1 грудня 1901 року 

Оригінальна будівля вокзалу Папештрасе, побудована в 1898-1901 роках, була знесена, хоча кут будівлі з годинниковою вежею зберігся як частина нового вокзалу. 

Станція відіграла важливу роль у новій концепції «Deutsche Bahn» з міжміських послуг у Берліні; було визнано необхідним мати станцію далекого сполучення в південному Берліні для нової осі північ-південь, тому було вирішено перебудувати Берлін-Папештрасе і перейменувати станцію на Берлін-Зюдкройц. 
Проте будівництво було серйозно затримано через несподівані труднощі та скарги мешканців, що проживають поблизу довго обговорюваних ліній північ-південь. 
Замість відкриття у 2000 році, як було заплановано, станція відкрилася лише 28 травня 2006 року разом із новим вокзалом Берлін-Головний в центрі Берліна. 
Зараз він використовується як кінцева станція для поїздів ICE до Гамбург-Головний, і забезпечує низку маршрутів з півночі на південь до/з Лейпциг-Головний, а також рейси EuroCity до Чехії, Угорщини та Словаччини через Дрезден-Головний.

## Трафік
Станція обслуговується такими службами:
Далекого прямування:
| Лінія  | Маршрут | Інтервал                                           |
| ------ | --- | -------------------------------------------------- |
| ICE11  | (Гамбург -) Берлін - Берлін-Зюдкройц - Лейпциг - Ерфурт - Франкфурт - Штутгарт - Мюнхен                                                                                            | Що 2 години                                        |
| ICE15  | (Бінц - Штральзунд -) Берлін - Берлін-Зюдкройц - Галле - Ерфурт - Франкфурт | Що 2 години                                        |
| ICE18  | Гамбург - Берлін - Берлін-Зюдкройц - Галле - Ерфурт - Нюрнберг - Інгольштадт/Аугсбург - Мюнхен                                                                                     | Що 2 години                                        |
| ICE28  | Гамбург – або (Штральзунд/Росток –) Берлін – Берлін-Зюдкройц – Лейпциг – Ерфурт – Нюрнберг – Інгольштадт/Аугсбург – Мюнхен                                                         | Що 2 години                                        |
| ICE29  | (Росток –) Берлін – Берлін-Зюдкройц – Галле – Ерфурт – Нюрнберг – Мюнхен | 5 пар поїздів                                      |
| ICE91  | (Росток –) Берлін – Берлін-Зюдкройц – Галле – Ерфурт – Нюрнберг – Регенсбург – Пассау – Лінц – Відень                                                                              | Одна пара поїздів                                  |
| ЕC27   | (Кіль 1 або Вестерланд 1 –) Гамбург – Берлін – Берлін-Зюдкройц – Дрезден – Прага (– Будапешт)                                                                                      | Що 2 години По 1 парі поїздів у Кіль та Вестерланд |
| IC28   | (Бінц -) Штральзунд - Пазевальк - Берлін - Берлін-Зюдкройц | Що 2 години                                        |
| IC32   | ( Берлін-Зюдкройц - Ганновер -) Дортмунд - Ессен - Дуйсбург - Кельн - Кобленц - Майнц - Мангейм - Штутгарт (- Нюртінген - Ройтлінген - Тюбінген ) або (- Ульм - Аугсбург - Мюнхен) | Індивідуальні послуги                              |
| IC32   | Берлін-Зюдкройц - Вольфсбург - Ганновер - Дортмунд - Дуйсбург - Дюссельдорф - Аахен (- Дюрен - Кельн)                                                                              | Одна пара поїздів пт/нд                            |
| FLX 10 | Берлін-Головний - Берлін-Зюдкройц - Халле (Зале) - Ерфурт - Гота - Айзенах - Фульда - Франкфурт-Зют - Дармштадт - Вайнгайм (Бергштрасе) - Гайдельберг - Штутгарт                   | 1-2 пари поїздів                                   |
| FLX 30 | Лейпциг - Берлін-Зюдкройц - Берлін-Головний - Берлін-Шпандау - Ганновер - Білефельд - Дортмунд - Ессен - Дуйсбург - Дюссельдорф - Кельн - Аахен                                    | 1-2 пари поїздів                                   |

### Регіональні
| Лінії | Маршрут | Маршрут | Маршрут | Інтервал (хв) |
| ----- | --- | --- | --- | ------------- |
| RE3   | Лутерштадт-Віттенберг –                                                                                            | Ютербог – Берлін-Зюдкройц – Еберсвальде – Ангермюнде ––                                                            | Шведт (Одер) | 120           |
| RE3   | Валькенберг/Ельстер –                                                                                              | Ютербог – Берлін-Зюдкройц – Еберсвальде – Ангермюнде ––                                                            | Пренцлау - Грайфсвальд - Штральзунд                                                                                | 120           |
| RE4   | (Ютербог –) Людвігсфельде – Берлін-Зюдкройц – Берлін-Шпандау – Дальгоу-Деберіц – Вустермарк – Ратенов (– Стендаль) | (Ютербог –) Людвігсфельде – Берлін-Зюдкройц – Берлін-Шпандау – Дальгоу-Деберіц – Вустермарк – Ратенов (– Стендаль) | (Ютербог –) Людвігсфельде – Берлін-Зюдкройц – Берлін-Шпандау – Дальгоу-Деберіц – Вустермарк – Ратенов (– Стендаль) | 060           |
| RE5   | Ельстерверда - Вюнсдорф-Вальдштадт - Берлін-Зюдкройц - Оранієнбург - Нойштреліц -–                                 | Ельстерверда - Вюнсдорф-Вальдштадт - Берлін-Зюдкройц - Оранієнбург - Нойштреліц -–                                 | Гюстров-Росток | 120           |
| RE5   | Ельстерверда - Вюнсдорф-Вальдштадт - Берлін-Зюдкройц - Оранієнбург - Нойштреліц -–                                 | Ельстерверда - Вюнсдорф-Вальдштадт - Берлін-Зюдкройц - Оранієнбург - Нойштреліц -–                                 | Нойбранденбург-Штральзунд                                                                                          | 120           |
| RB10  | Берлін-Зюдкройц - Берлін-Потсдам-плац - Берлін-Юнгфернгайде - Берлін-Шпандау - Фалькензее - Науен                  | Берлін-Зюдкройц - Берлін-Потсдам-плац - Берлін-Юнгфернгайде - Берлін-Шпандау - Фалькензее - Науен                  | Берлін-Зюдкройц - Берлін-Потсдам-плац - Берлін-Юнгфернгайде - Берлін-Шпандау - Фалькензее - Науен                  | 060           |

### S-Bahn
- Berlin S-Bahn  Бернау - Каров - Панков - Гезундбруннен - Фрідріхштрасе - Потсдамер-плац - Зюдкройц - Бланкенфельде
- Berlin S-Bahn  Геннігсдорф - Тегель - Гезундбруннен - Фрідріхштрасе - Потсдамер-плац - Зюдкройц - Ліхтерфельде - Тельтов
- Berlin S-Bahn  Вайдманслуст - Віттенау - Гезундбруннен - Фрідріхштрасе - Потсдамер-плац - Зюдкройц - Ліхтерфельде - Тельтов
- Berlin S-Bahn  (Кільцева лінія за годиниковою стрілкою) Зюдкройц - Інсбруккер-плац - Весткройц - Вестенд - Юнгфернгайде - Гезундбруннен - Осткройц - Трептовер-парк - Германштрасе - Зюдкройц
- Berlin S-Bahn  (Кільцева лінія проти годиникової стрілки) Зюдкройц - Германштрасе - Трептовер-парк - Осткройц - Гезундбруннен - Юнгфернгайде - Вестенд - Весткройц - Інсбруккер-плац - Зюдкройц
- Berlin S-Bahn  Зюдкройц - Нойкелльн - Шеневайде - Берлін-Бранденбург Аерпорт (T1-T2)
- Berlin S-Bahn  Вестенд - Весткройц - Інсбруккер-плац - Зюдкройц - Нойкелльн - Шеневайде - Грюнау - Кінігс-Вустерхаузен